# Cincinnatia
Cincinnatia é um género de gastrópode  da família Hydrobiidae.
Este género contém as seguintes espécies:
- Cincinnatia helicogyra
- Cincinnatia mica
- Cincinnatia monroensis
- Cincinnatia parva
- Cincinnatia ponderosa
- Cincinnatia vanhyningi
- Cincinnatia wekiwae